# Sinopanax formosanus
Sinopanax formosanus е вид растение от семейство Araliaceae. Видът е световно застрашен, със статут Уязвим.

## Разпространение
Разпространен е в Провинции в КНР и Тайван.